# Oophaga vicentei
Oophaga vicentei – gatunek płaza bezogonowego z rodziny drzewołazowatych (Dendrobatidae). Osiąga długość od 12 do 24 mm. Występuje endemicznie w Panamie, jest zagrożony wyginięciem.